# Francia-középhegység
A Francia-középhegység (avagy Francia Központi-felvidék, franciául Massif Central) Európa nyugati részén fekvő nagytáj, Franciaország déli, középső területein helyezkedik el. Nagyobb része óidei eredetű röghegység, de mészkőből és bazaltból felépülő területei is vannak. Jellegzetes képződményei a puy-nek nevezett vulkáni kúpok és a meredek falú szurdokok. Barlangjai közül számos őskori leleteket, barlangrajzokat tartalmaz. Fontos éghajlat- és vízválasztó.

## Fekvése
A Francia-középhegység Franciaország közepén található. Északról a Párizsi-medence, nyugatról a Garonne-medencéje, keletről pedig a Rhône-Saône-árok határolja. Területe körülbelül megegyezik Magyarországéval, 90 000 km2.

## Kialakulása
A Francia-középhegység az ország legidősebb tájai közé tartozik. Bretagne-nyal, Normandiával, a Vogézekkel és a belgiumi Ardennekkel együtt a Francia-Belga-rögvidéket alkotja, annak legterjedelmesebb tagja.
Ez a terület volt az óidei variszkuszi-hegységképződés középpontja, magterülete. Dél-Anglia hegyeivel, a Közép-európai-rögvidékkel és az Urállal együtt a karbonban hozzáforrtak a Balti-ősföldhöz, megnövelve így a születő Európa területét és összekapcsolva azt Észak-Amerika, Afrika és Ázsia őseivel (így alakult ki a Pangea). A közép- és az újidőben a rögökre tagolódott hegység egyes darabjai lepusztultak, lesüllyedtek, máskor tenger öntötte el őket, ismét kiemelkedtek. A harmadidőszak végén erősen széttöredezett, egyenetlen, 800–100 m magas hullámos felszínű tönkké alakult. Délkeleti része emelkedett ki legjobban, itt az 1700 m-ig emelkedő kristályos alapzat kelet felé meredeken szakad le a Rhône-Saône ekkor beszökkenő árka felé. Az árok képződéséhez kapcsolódóan vulkánosság formálta át a hegységet. A harmadidőszak végén és a negyedidőszak elején működő vulkánok jelentős méretű vulkáni kúpokat (puy-kat) építettek.
A hegység óidőből származó kőzetei a gránit és a kristályos pala, középidőből a mészkő, az újidőből pedig a bazalt lávakőzetei és tufái maradtak fenn.

## Részei
A Francia-középhegység tájai kialakulásuk szerint három csoportba sorolhatók:
- Morvan-plató és Cevennek: óidő
- Causses: középidő
- Auvergne: újidő

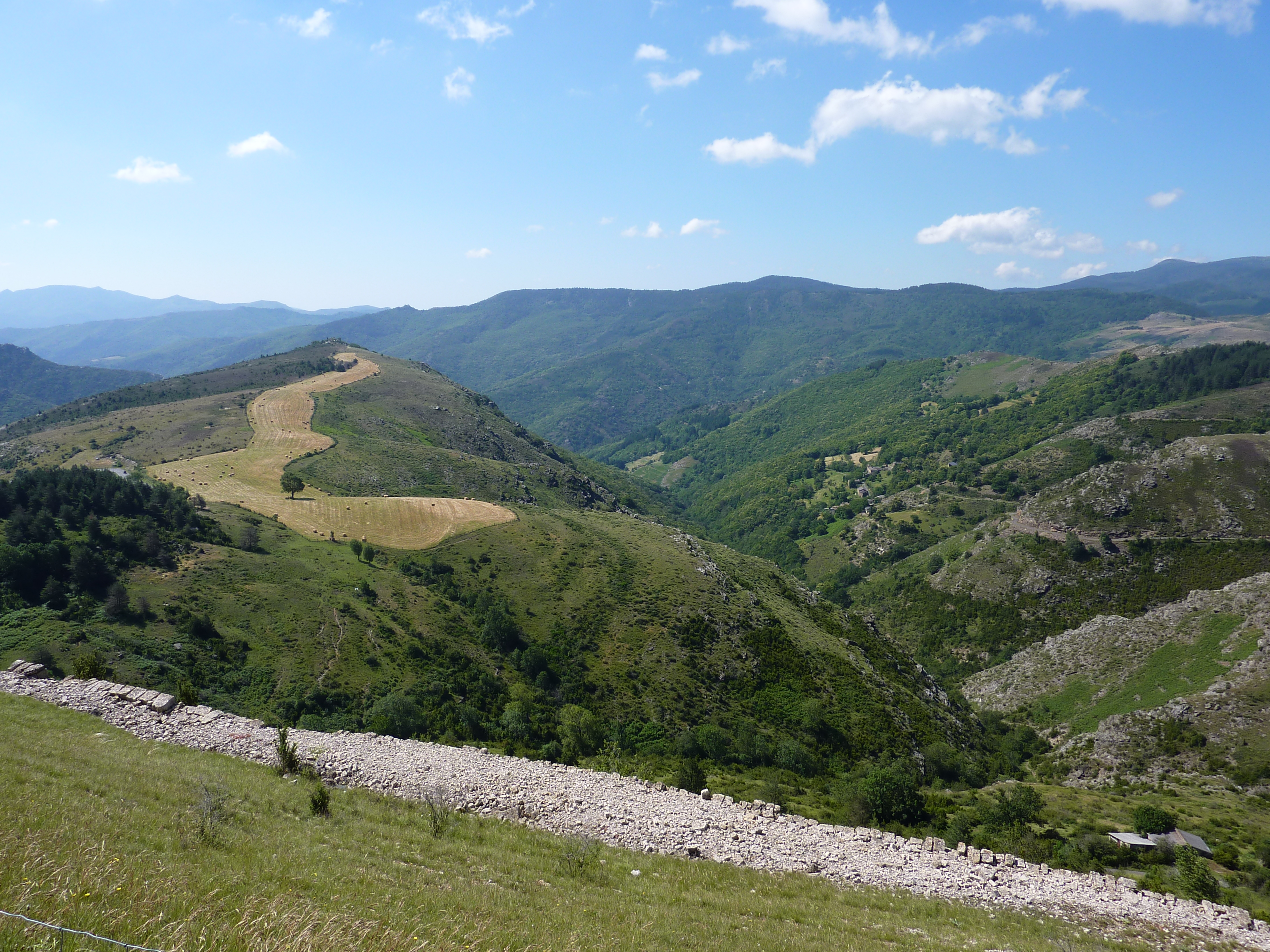
Táj a Cevennekben

A táj északi részét, a 900 m magas Morvan-platót valamint a délen, a Rhône-árok felé leszakadó Cevenneket óidei gránit és kristályos palák építik fel. A Cevennek legmagasabb csúcsa a Mont Mézenc (1753 m) és a Mont Lozére (1699 m). Előbbi esetében a kristályos kőzetekre később vulkáni rétegek települtek, míg utóbbi tisztán kristályos felépítésű. A Francia-középhegység északkeleti kiugró pereme – a Loire medencéje és a Saône árka között – a karbon időszak tengervályúiban keletkezett kőszéntelepeket foglalja magában.

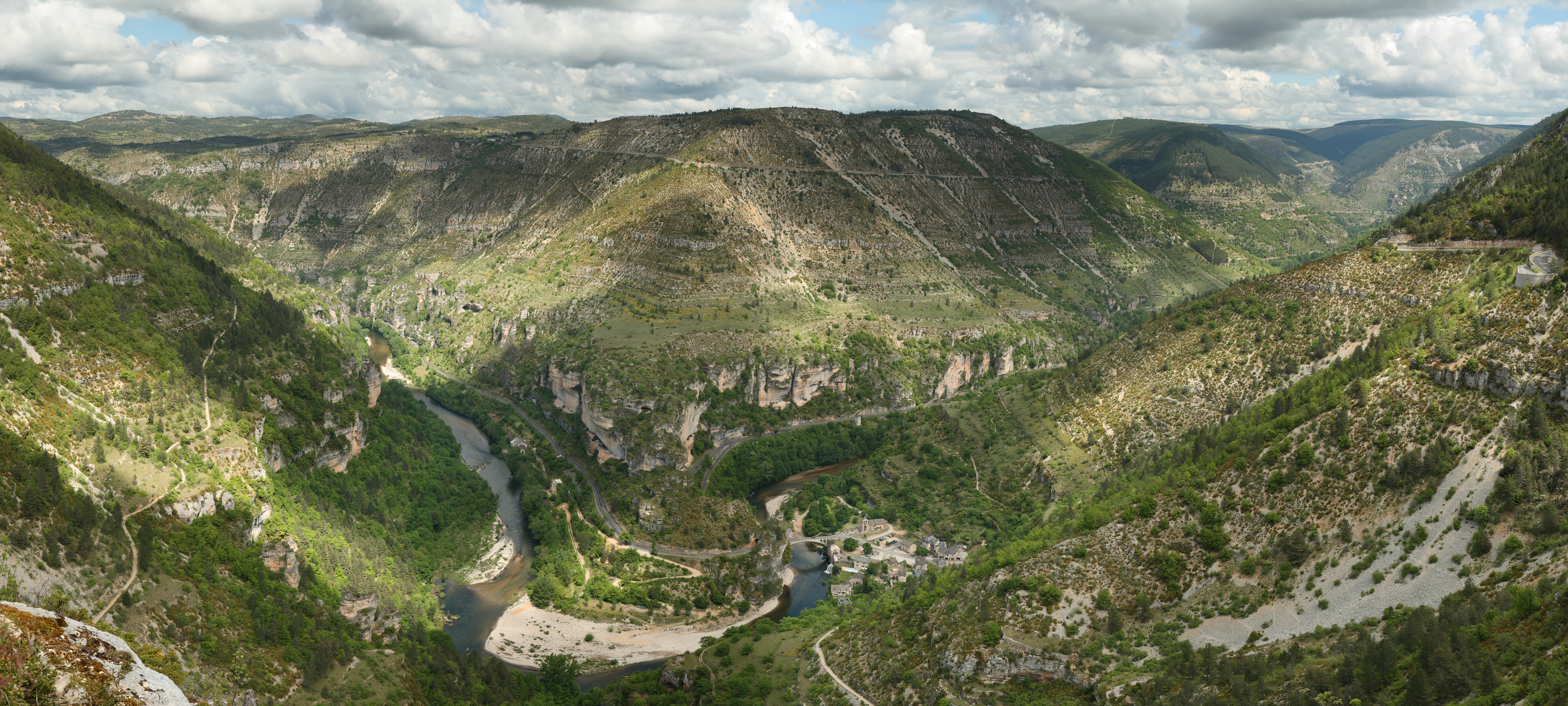
A Tarn szurdoka

A Causses középidei, triász és jura korú mészkőből épül fel. A Lot és a Tarn ebbe a mészkőbe meredek, szinte függőleges falú szurdokokat mélyített. A fennsíkokon karsztformák, a kőzetek belsejében barlangrendszerek találhatóak. Harmadidőszaki tengeröböl feltöltődésével alakult ki északon a Loire és az Allier völgye, melyek talapzatát a folyók széles teraszokkal szabdalták fel.

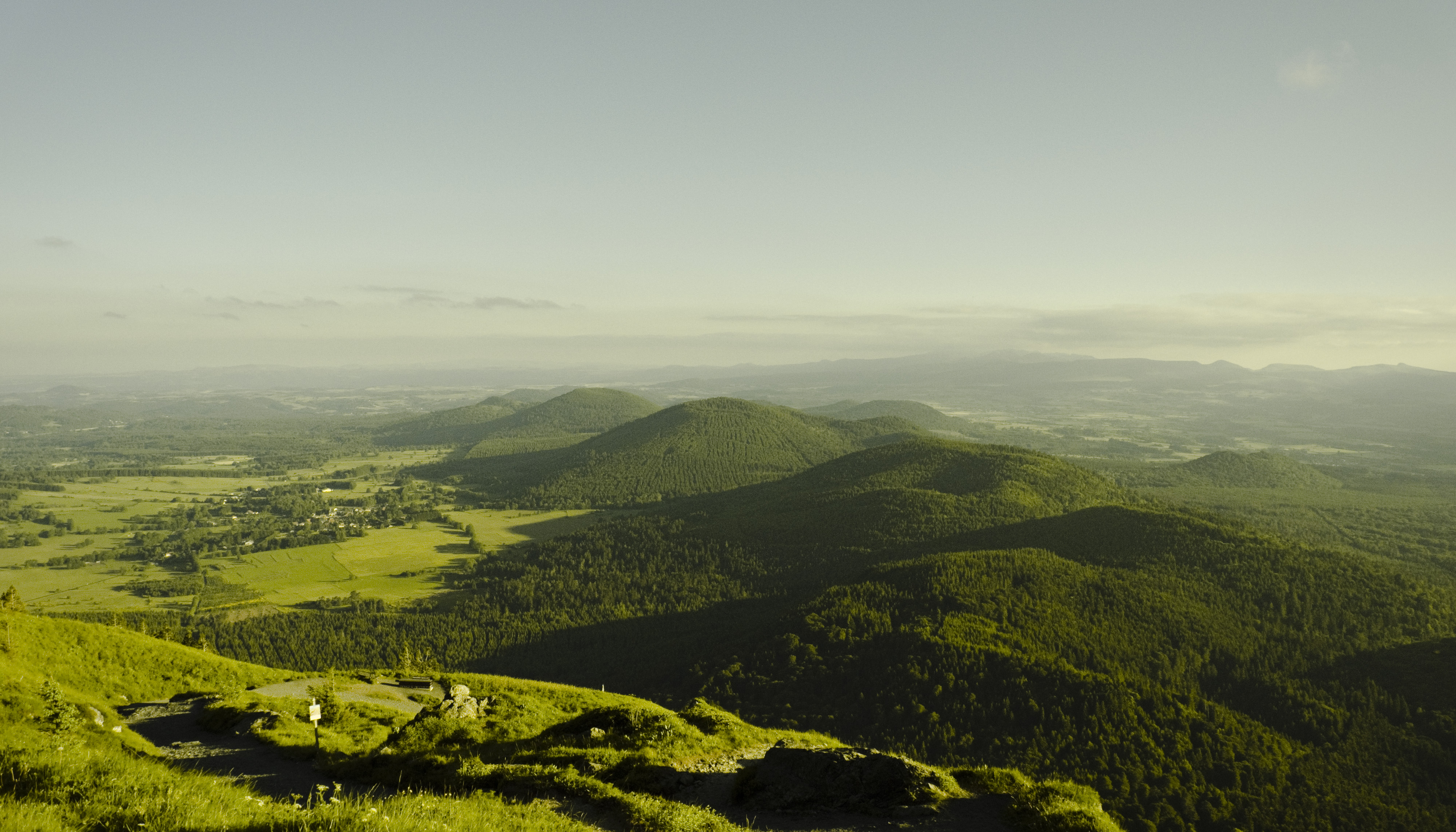
Vulkáni kúpok (puy-k) láncolata Auvergne-ban

Auvergne-t az újidő harmad- és negyedidőszakában zajló vulkáni működés hozta létre. A vulkáni képződmények egy 90 km hosszú, néhány kilométer keskeny, észak-dél irányú vonal mentén helyezkednek el. Hamukúpok, lávafelhalmozódások, vulkáni törmeléktölcsérek találhatóak meg itt, melyek elhelyezkedésük alapján két részre oszthatók. Északon a Puy-csoport vulkáni kráterek kúpjaiból és felboltozódott lávából áll (pl. Puy de Dôme 1463 m) legmagasabb közülük a Puy de Sancy (1886 m) és a Cantal (1855 m). A Loire felső folyásánál található a Velay-csoport. Az itteni vulkánok lávaömlései a folyó medencéjébe is eljutottak. a puha vulkáni kőzetek közül kipreparálódtak a keményebb anyagból álló lávatűk és vulkáni blokkok, melyek rendkívül látványos tájat alkotnak.

### Legmagasabb csúcsai
| Név                  | Magasság (m) |
| -------------------- | ------------ |
| Puy de Sancy         | 1886         |
| Plomb du Cantal      | 1855         |
| Puy Mary             | 1787         |
| Mont Mézenc          | 1753         |
| Mont Lozére          | 1699         |
| Pierre-sur-Haute     | 1634         |
| Mont Aigoual         | 1567         |
| Mont Gerbier de Jonc | 1551         |
| Signal de Radon      | 1551         |
| Signal de Mailhebiau | 1469         |

## Éghajlata
A hegység igazi éghajlatválasztó: tőle nyugatra az óceáni, keletre a nedves kontinentális, míg délre a mediterrán éghajlat a jellemző. A hegységre a környezeténél alacsonyabb hőmérsékletek (júliusi középhőmérséklet 17–19 °C, januári –2–+2 °C) jellemzők. Magasabb részein a 90-et is meghaladja a fagyos napok száma, itt sokáig megmarad a hó. Az évi csapadékmennyiség általában 1000–1500 mm között van, de az óceánhoz közelebbi nyugati lejtőkön meghaladhatja a 2000 mm-t is, míg keleten 1000 mm alá csökkenhet. A Cevennek déli lejtőin a csapadék ritkább, de hevesebb, így a talaj pusztulása nagyobb mértékű. Gyakoriak a csak időszakosan vízzel borított medrek és a szárazvölgyek.

## Növényzete
A magasabb kráterek peremén fenyvesek, a hegység legnagyobb részén bükkösök és tölgyesek (helyenként szelídgesztenyével elegyedve) alkotják a természetes növényzetet. Utóbbiak jelentős részét kiirtottak, így pl. a Cevennek déli lejtőit a meleg, száraz nyár és az enyhe tél miatt a kopár sziklafelszínekkel váltakozó macchia borítja.

## Vízrajza

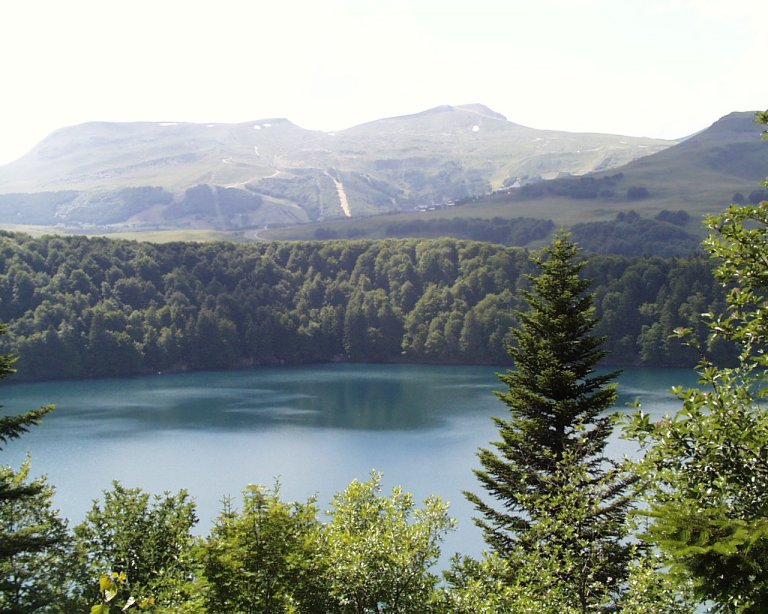
A Pavin-tó

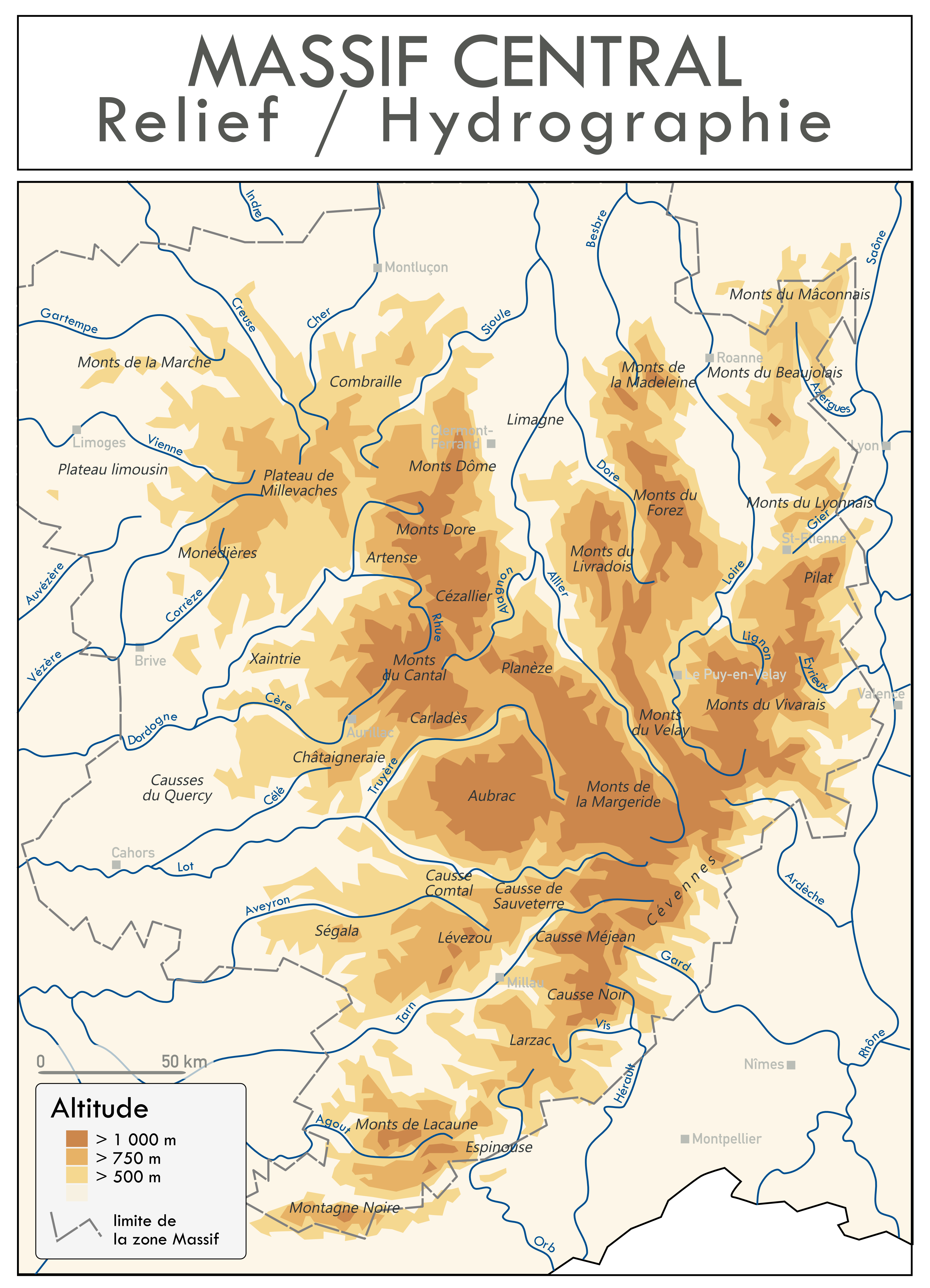
A Francia-középhegység folyói

A Francia-középhegység fontos vízválasztó. Keleti peremének vizei az Alpokban eredő Rhône-on és Saône-on keresztül a Földközi-tengerbe jutnak. A Loire és az Allier észak felé halad, majd nyugatra fordulva ömlik az Atlanti-óceánba. Ugyanide jut el a Lot és a Tarn vize, melyek a Garonne mellékfolyói, valamint a vele közös tölcsértorkolatot alkotó Dordogne is. A folyókat általában egyenletes vízjárás és nagy vízbőség jellemzi, ez alól csak a déli, mediterrán hatás alatt álló vizek a kivételek. Causses mészkőfennsíkján gazdag felszín alatti vízhálózat, Auverge vulkáni krátereiben pedig számos krátertó (pl. Pavin-tó) alakult ki.

## Közigazgatás
A hegység a következő megyék (département) területén fekszik részben vagy teljesen: Allier, Ardèche, Aude, Aveyron, Cantal, Corrèze, Creuse, Gard, Haute-Loire, Haute-Vienne, Hérault, Loire, Lot, Lozère, Puy-de-Dôme, Rhône és Tarn. Régiók tekintetében Auvergne-Rhône-Alpes, Okcitánia és Új-Aquitania területén fekszik.

### Települések
A 15 legnagyobb város:

| Térkép                                 | Név                | Megye       | Népesség (fő, 2018) |
| -------------------------------------- | ------------------ | ----------- | ------------------- |
| A Francia-középhegység nagyobb városai | Saint-Étienne      | Loire       | 374 068             |
| A Francia-középhegység nagyobb városai | Clermont-Ferrand   | Puy-de-Dôme | 272 551             |
| A Francia-középhegység nagyobb városai | Limoges            | Limousin    | 181 914             |
| A Francia-középhegység nagyobb városai | Roanne             | Loire       | 79 899              |
| A Francia-középhegység nagyobb városai | Brive-la-Gaillarde | Corrèze     | 75 956              |
| A Francia-középhegység nagyobb városai | Vichy              | Allier      | 64 990              |
| A Francia-középhegység nagyobb városai | Montluçon          | Allier      | 53 252              |
| A Francia-középhegység nagyobb városai | Rodez              | Aveyron     | 53 252              |
| A Francia-középhegység nagyobb városai | Aubenas            | Ardèche     | 41 615              |
| A Francia-középhegység nagyobb városai | Le Puy             | Haute-Loire | 38 469              |
| A Francia-középhegység nagyobb városai | Moulins            | Allier      | 37 969              |
| A Francia-középhegység nagyobb városai | Aurillac           | Cantal      | 33 005              |
| A Francia-középhegység nagyobb városai | Riom               | Puy-de-Dôme | 33 633              |
| A Francia-középhegység nagyobb városai | Annonay            | Ardèche     | 27 381              |
| A Francia-középhegység nagyobb városai | Millau             | Aveyron     | 23 582              |